# (1637) Swings
(1637) Swings – planetoida z pasa głównego asteroid okrążająca Słońce w ciągu 5 lat i 140 dni w średniej odległości 3,07 au. Została odkryta 28 sierpnia 1936 roku w Observatoire Royal de Belgique w Uccle przez Josepha Hunaertsa. Nazwa planetoidy pochodzi od Pola Swingsa (1906–1983), belgijskiego astrofizyka. Przed nadaniem nazwy planetoida nosiła oznaczenie tymczasowe (1637) 1936 QO.